# Jurandir
Jurandir de Freitas eller bare Jurandir (12. november 1940 – 6. marts 1996) var en brasiliansk fodboldspiller, der med Brasiliens landshold vandt guld ved VM i 1962 i Chile. Han var dog ikke på banen i turneringen. I alt nåede han at spille 15 landskampe.
Jurandir spillede på klubplan primært hos São Paulo FC i hjemlandet. Han havde også ophold hos blandt andet Corinthians.